# Liste der Bodendenkmäler in Haibach (Niederbayern)
Auf dieser Seite sind die Bodendenkmäler in der niederbayerischen Gemeinde Haibach zusammengestellt. Diese Tabelle ist eine Teilliste der Liste der Bodendenkmäler in Bayern. Grundlage ist die Bayerische Denkmalliste, die auf Basis des Bayerischen Denkmalschutzgesetzes vom 1. Oktober 1973 erstmals erstellt wurde und seither durch das Bayerische Landesamt für Denkmalpflege geführt wird. Die folgenden Angaben ersetzen nicht die rechtsverbindliche Auskunft der Denkmalschutzbehörde.

## Bodendenkmäler in Haibach
| Lage                    | Objekt | Akten-Nr.     | Bild           |
| ----------------------- | --- | ------------- | -------------- |
| (Standort)              | Untertägige hoch- und spätmittelalterliche sowie frühneuzeitliche Teile der Burgruine Haibach und des zugehörigen Wirtschaftshofs. | D-2-6942-0008 | weitere Bilder |
| Dorfplatz 12 (Standort) | Untertägige mittelalterliche und frühneuzeitliche Befunde und Funde im Bereich der katholischen Pfarrkirche St. Laurentius und der Friedhofskapelle St. Salvator in Haibach, darunter die Spuren der Vorgängerbauten und der Friedhof. | D-2-6942-0058 | weitere Bilder |
| Kirchplatz 1 (Standort) | Untertägige mittelalterliche und frühneuzeitliche Befunde und Funde im Bereich der abgegangenen katholischen Filialkirche St. Elisabeth in Elisabethszell und Friedhof der Neuzeit.                                                    | D-2-6942-0060 | weitere Bilder |
| (Standort)              | Untertägige mittelalterliche und frühneuzeitliche Befunde und Funde im Bereich der katholischen Filialkirche St. Johannes der Täufer in Landasberg.                                                                                    | D-2-6942-0063 | weitere Bilder |
| (Standort)              | Untertägige mittelalterliche und frühneuzeitliche Befunde und Funde im Bereich des ehemaligen Hofmarkssitzes samt Kapelle in Roßhaupten.                                                                                               | D-2-6942-0067 |                |